# Väinämöinen (1930)
Väinämöinen, później Wyborg – pancernik obrony wybrzeża Fińskiej Marynarki Wojennej, okręt siostrzany okrętu flagowego „Ilmarinen”. „Väinämöinen” został zbudowany przez stocznię Crichton-Vulcan w Turku i oddany do służby w 1932 roku. 
Po II wojnie światowej, w ramach odszkodowań wojennych, „Väinämöinen” został sprzedany przez Finlandię Związkowi Radzieckiemu w 1947 roku, gdzie służył aż do 1966 roku pod nazwą „Wyborg”.

## Budowa
„Väinämöinen” był pierwszym zbudowanym z dwóch pancerników obrony wybrzeża swojego typu, będących jedynymi okrętami tej klasy w historii marynarki Finlandii. Projekt został opracowany na zamówienie Finlandii przez mieszczące się w Holandii niemieckie biuro Ingenieurskantoor voor Scheepsbouw. Budowę okrętów zamówiono następnie 31 grudnia 1928 roku w fińskiej stoczni Crichton-Vulcan w Turku. W Finlandii były określane jako okręty pancerne (Panssarilaiva).
Stępkę pod budowę pierwszego okrętu położono 15 października 1929 roku, pod numerem stoczniowym CV 705.  Okręt wodowano 28 grudnia 1930 roku. Wówczas też otrzymał imię od herosa i mędrca Väinämöinena, głównego bohatera eposu Kalevala. W maju 1931 roku zamontowano urządzenia napędowe, a do lutego kolejnego roku uzbrojenie. 30 lipca 1932 roku okręt ukończył próby stoczniowe, a 12 września próby odbiorcze. Koszt budowy pary okrętów wyniósł 209,620 mln marek fińskich.

## Opis konstrukcji

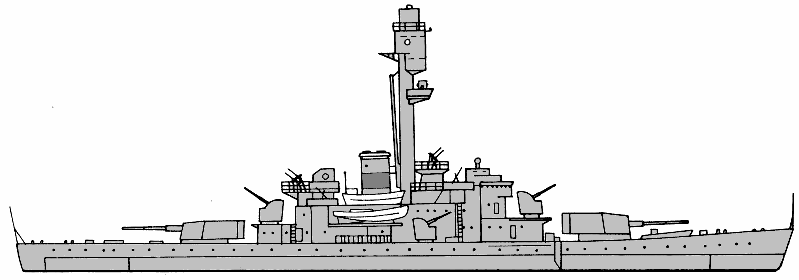
„Väinämöinen”, stan z 1940 roku

„Väinämöinen” był tak samo uzbrojony jak „Ilmarinen”. Urządzenia systemu kontroli ognia oraz urządzenia naprowadzające na cel były elektryczne, czyli podawanie wartości i rozkazów mogło być wykonywane bez kontaktu głosowego. Za pomocą mechanicznej aparatury wartości podawane były natychmiast do dział.
Tak samo jak „Ilmarinen”, „Väinämöinen” miał zostać tzw. mobilnym punktem artyleryjskim i między innymi być odpowiedzialnym za obronę zdemilitaryzowanych Wysp Alandzkich. Jednak obydwa okręty źle się sprawdzały w działaniach na otwartym morzu. Największym problemem tego typu okrętów było to, że były niestabilne. Minimalna głębokość kila wraz z wysoką wieżą artyleryjską powodowały, że okręt był bardzo chybotliwy. Mówiono też, że były niewygodne, ale nie były niebezpieczne dla swoich załóg. Z potężnym uzbrojeniem okrętu – 254 mm działa Bofors – można było strzelać pociskami o wadze 225 kg na odległość 31 km.

## Służba okrętu

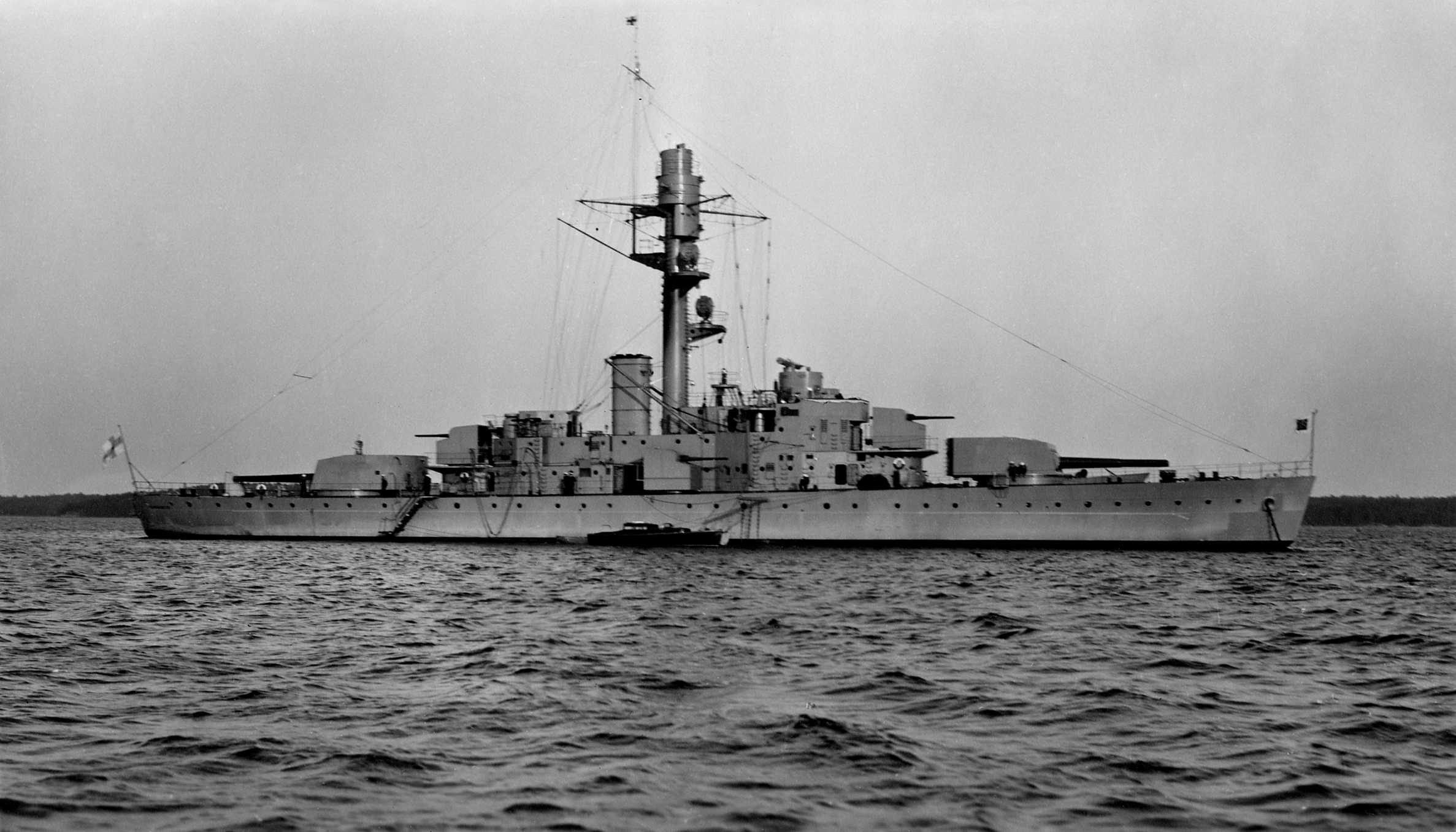
„Väinämöinen” w 1938 roku

„Väinämöinen” został wcielony do służby w Fińskiej Marynarce Wojennej 31 grudnia 1932 roku. Po wcieleniu do służby bliźniaczego „Ilmarinena”, oba pancerniki przybrzeżne utworzyły 1 października 1933 roku samodzielny dywizjon, bazujący w zatoce Lappohja u nasady półwyspu Hanko, a zimujący w Helsinkach.
Pierwszy dłuższy rejs okręt odbył do Spithead w Wielkiej Brytanii, żeby wziąć udział w rewii koronacyjnej króla Jerzego VI 20 maja 1937 roku. Jednak w czasie rejsu dały o sobie znać silne przechyły na dużej fali  w rejonie Gotlandii i „Väinämöinen” był zmuszony poprosić o holowanie przez szwedzki pancernik obrony wybrzeża HMS „Drottning Victoria”. Na miejscu w Spithead okręt był jednak bardzo chwalony za swoje „smukłe linie”. Wielu oficerów z doświadczeniem z Morza Bałtyckiego zauważyło także, że kształt „Väinämöinena” jest doskonały dla warunków panujących na Bałtyku. Anegdotyczną sytuacją był żart jednego z oficerów, nawiązujący do sylwetki okrętu, że Finlandia jest potęgą morską, skoro nawet jej latarniowce są uzbrojone w działa dużego kalibru. W 1938 roku na pokładzie okrętu złożył wizytę w Sztokholmie prezydent Finlandii  Kyösti Kallio. W 1939 roku okręt ponownie odwiedził Sztokholm wraz z „Ilmarinenem”.

### Wojna zimowa
Po wybuchu II wojny światowej we wrześniu 1939 roku oba pancerniki przybrzeżne przesunięto na Wyspy Alandzkie, w celu ich zabezpieczenia przed ewentualną inwazją. 27 września ZSRR oskarżył Finlandię o próbę staranowania przez „Väinämöinena” okrętu podwodnego M-79. Pierwszego dnia wojny zimowej, 30 listopada 1939 roku, pancerniki kotwiczące wśród szkierów na zachód od półwyspu Hanko, były poszukiwane przez radzieckie bombowce DB-3 lotnictwa Floty Bałtyckiej. Zostały odnalezione, lecz atak na „Ilmarinena” był nieskuteczny, a wysłane później osiem bombowców nie odnalazło już tam celów i zbombardowało zamiast tego Helsinki, powodując zniszczenia wśród celów cywilnych.
1 grudnia pancerniki wyruszyły na spotkanie krążownika „Kirow” wykonującego z niszczycielami wypad pod półwysep Hanko, lecz nie zdołały go przechwycić. Między 20 a 25 grudnia były kilkakrotnie niecelnie bombardowane przez lotnictwo radzieckie, które straciło przy tym kilka samolotów. Kiedy pokrywa lodowa zaczęła pokrywać Bałtyk, okręty przesunięto 20 stycznia 1940 roku do Turku, gdzie zamaskowane w białym kamuflażu wzmocniły obronę przeciwlotniczą miasta, pozostając tam do końca wojny (13 marca). Były tam ponownie nieskutecznie atakowane przez grupy bombowców DB-3 i SB 26 i 29 lutego oraz 2 marca, przy tym w ostatnim nalocie wzięło udział 11 SB i 19 DB-3(.

### Wojna kontynuacyjna
Na początku wojny kontynuacyjnej oba pancerniki typu Väinämöinen miały za zadanie osłonę operacji Kilpapurjehdus – lądowania żołnierzy na Wyspach Alandzkich. Okręty zostały zaatakowane przez radzieckie samoloty rano 22 czerwca 1941 roku niedaleko Wysp Alandzkich. 27 lipca 1941 roku podczas bitwy o Bengtskär oba okręty wezwano do rejonu, aby wspomogły obrońców. Myślano bowiem, że w rejonie znajdują się radzieckie niszczyciele.
W lipcu 1941 roku pancerniki rozpoczęły ostrzeliwanie półwyspu Hanko, na którym broniły się oddziały Armii Czerwonej, w tym „Väinämöinen” 4 lipca ostrzelał ośmioma pociskami port w Hanko, a 12 lipca próbował osiemnastoma pociskami zniszczyć baterię kolejową. 2 września ponownie ostrzeliwał port w Hanko, tym razem 34 pociskami. „Väinämöinen” uczestniczył także w dywersyjnej operacji Nordwind, odciągającej uwagę od ataku na Wyspy Moonsundzkie, w dniu 13 września 1941 roku, podczas której okręt siostrzany zatonął po wejściu na minę. Jeszcze 15 listopada „Väinämöinen” ostatni raz ostrzelał baterię kolejową na Hanko, oddając osiem salw. Po wykonaniu tego zadania „Väinämöinen” służył dalej jako bateria artylerii przeciwlotniczej, chroniąc z sukcesem Turku przez dwa lata. W 1943 roku przesunięto „Grupę Väinämöinen”, która składała się z „Väinämöinena”, sześciu patrolowców typu VMV oraz sześciu trałowców, na wschód, żeby zajęła pozycje koło wybrzeża między Helsinkami a Kotką. Pancernik nie brał jednak zbyt aktywnego udziału w działaniach wojennych, ponieważ radzieckie ciężkie jednostki nawodne nigdy nie wypłynęły z Leningradu. Jego najważniejszym zadaniem było patrolowanie ze swoim zespołem Zatoki Fińskiej między polami minowymi Seeigel i Nashorn, a także ochrona niemiecko-fińskiej sieci przeciwpodwodnej przecinającej zatokę.
Podczas szeroko zakrojonej ofensywy w 1944 roku ZSRR podjął duże starania w celu zatopienia „Väinämöinena”. Radziecki zwiad lotniczy zlokalizował „Väinämöinena” w porcie w Kotka i postanowiono go zaatakować za pomocą 132 myśliwców i bombowców. Atak nastąpił 16 lipca 1944 roku. Jednak okrętem zlokalizowanym przez radziecki zwiad lotniczy był w rzeczywistości niemiecki okręt obrony przeciwlotniczej „Niobe” i z tego powodu samoloty napotkały ciężki ostrzał artylerii przeciwlotniczej. Dziewięć samolotów zostało zestrzelonych, zanim bomby z dwóch radzieckich bombowców A-20 Havoc trafiły „Niobe”. Działa przeciwlotnicze kontynuowały jednak ostrzał, podczas gdy okręt tonął (na płytkiej wodzie). 70 ludzi zginęło.

### Po wojnie
Po zakończeniu II wojny światowej, na mocy pokoju paryskiego z 10 lutego 1947 roku Finlandia nie mogła posiadać pancerników ani okrętów podwodnych i „Väinämöinen” miał być złomowany. ZSRR zaproponował odkupienie okrętu, na co wyraziła zgodę Finlandia, lecz żądaną przez nią kwotę 1,1 mld marek fińskich obniżono do 265 mln marek. Ostateczna cena stanowiła równowartość ok. 828 tys dolarów USA. 3 marca 1947 roku „Väinämöinen” został sprzedany ZSRR (. 22 kwietnia 1947 roku został wciągnięty na listę radzieckiej floty pod nazwą „Wyborg” (Выборг), nadaną od miasta Wyborga zdobytego podczas wojny zimowej. 5 czerwca 1947 roku miało miejsce podniesienie bandery radzieckiej i okręt został podporządkowany twierdzy w Kronsztadzie. 12 stycznia 1949 roku został przeklasyfikowany na morski monitor. Od 24 grudnia 1955 roku wchodził w skład bazy morskiej w Leningradzie.
„Wyborg” był modernizowany w latach 50. i służył przez pewien czas jako okręt mieszkalny w Tallinnie, ale w 1958 roku rozpoczęto przygotowania do złomowania. W tym samym czasie rozpoczęto także rozmowy na temat zwrotu okrętu Finlandii. Jednostka została ostatecznie wycofana ze służby w radzieckiej marynarce wojennej 25 lutego 1966 roku i przekazana do złomowania 25 września tego samego roku. Według radzieckich obliczeń z okrętu Sowieci otrzymali ok. 2700 ton metalu.